# Praia da Aldeia do Coco
A Praia da Aldeia do Coco é uma praia agreste do município de São Mateus, estado do Espírito Santo.